# 竹宮惠子
竹宮 惠子（たけみや けいこ、1950年〈昭和25年〉2月13日  - ）は、日本の漫画家。京都精華大学名誉教授・元学長。旧表記は竹宮恵子。
代表作は『風と木の詩』『地球へ…』など。昭和24年（1949年）前後に生まれて、漫画のみならず文化・社会に大きな影響を与えた女性漫画家たち「24年組」の一人である。徳島県徳島市生まれ、徳島県板野郡北島町育ち。福岡県朝倉市在住。2023年4月時点で、日本漫画家協会理事。

## 来歴

### 出生 - 幼少期
2人姉妹の長女として徳島市に生まれる。父の竹宮義一は陸軍軍人で、スパイやゲリラ戦の要員を育てる陸軍中野学校二俣分校1期生であった。
5歳頃から日常的に漫画を広告チラシの裏などに絵を真似て描くようになり、初期はわたなべまさこを手本にしていた。貸本屋で、クリスマスや記念日に親が漫画単行本や漫画雑誌を借りてくれ、日常は散髪屋で集中して読み、石ノ森章太郎から小島剛夕といった劇画まで選り好みせず読む子供時代を送った。小学1年生の時に描いた絵日記にはグランドピアノが既に立体的に描かれていた。小学3年生の時に北島町へ移り住む。『冒険ダン吉』と『てるてる姫』の漫画単行本を持っていた。
雑誌付録の着せ替え人形に興味を持ったが、貸本を切り抜くことはできないため、自分で絵を描いて手作りしていた。小学校高学年の頃、絵にセリフを付けるようになった。遊び相手のいとこに「次はどうなるの?」と問われて描き足していった体験が、ストーリー性のある漫画づくりを理解するきっかけとなった。

### 中学時代
中学時代からコマを割って物語として本格的に描き始め、30ページくらいのストーリー漫画を描く。当初はペン入れせず鉛筆描きで、『ユース6（シックス）』という作品が竹宮の手元に現存している。当時ブームだったウィーン少年合唱団や少女マンガで人気のバレエものにあやかり、バレリーナの姉とウィーン少年合唱団員の弟を主人公にした漫画を描き、同級生に披露したこともあったという。両親には漫画を描いていることを隠して優等生を演じていたが、妹が両親に知らせていたという。
中学時代に長編漫画を描いたことは何度も竹宮本人が各所で述べているが、『少女マンガ家になれる本』では「中学校の三年間で全81話2400枚」、『河合隼雄対談集』では「中学から高校にかけて、30枚くらいを80数話」など、述べる時期により内容が微妙に変化している。また、その長編漫画は「全部燃やしてしまいました」と『少女マンガ家になれる本』で述べている。
1964年頃、講談社4誌合同による第1回少年少女漫画賞が開催された。入賞したのは高校2年生だった里中満智子で、掲載された『ピアの肖像』を読んで竹宮は力の差を感じたが、漫画家への憧れは募り、週刊誌連載を目標にする。
竹宮も同じ賞に応募したが落選したという。本人によれば、「中学3年のときに投稿してるんですよ。実は里中満智子さんがデビューされたときとまったく同じ回の講談社の新人賞に」、「中学2年生の時に、講談社の第1回新人漫画賞に応募してみました」のように中学生のときに第1回に応募したという発言があり、また「高校に入ってからプロになることを意識して、それでペンを使いはじめました。ちょうど里中満智子さんが高校生漫画家というので紹介されたのを見て、私も同じ賞に応募してみたんです。ところが箸にも棒にもかからなかった(笑)。初めてペンで描いた漫画を応募したんだから当たり前ですけど。」のように、高校生になってから応募したという発言もある。

### 高校時代
1965年、徳島県立城東高等学校に入学する。同年に出版された石ノ森章太郎の『マンガ家入門』と収録された『龍神沼』を読み大きなショックを受け、石ノ森作品を端から読むようになる。自作が石ノ森作品のコピーのようになっていた時期もあったという。当時は一人で漫画を描いていたが、『続マンガ家入門』でマンガ研究会の仲間集めについて書かれていたことに触発され、石ノ森に「漫画を共に描く仲間が欲しい」と手紙を送った。石ノ森から紹介された、漫画を描いているグループの人達から手紙が届くようになり、「石森ファン筆頭」の同人誌『宝島』グループに参加し、盛んに投稿する。週刊連載を目標にしていたため、『宝島』が竹宮特集号の観を呈したこともあったという。
高校ではフランス語の外語クラブに入り、文化祭の展示用に少女の絵を描くようなことはあったという。
高校2年の修学旅行で上京した際には同人誌の仲間に頼んで石ノ森の仕事場を訪問したという。
初めて買った雑誌が『COM』（虫プロ商事）だった。高校時代、自分の力を知りたくて『COM』の読者投稿広場「ぐら・こん」に頻繁に投稿する。1967年、「ここのつの友情」が月例新人賞に佳作入選する。
石森章太郎によれば、「永井豪サンが、男の一番弟子なら、ワタシは女の、優等生の一番弟子だワ」と自称していたという。こうした活動が漫画出版関係者にも伝わり、竹宮によれば漫画家の西谷祥子から直筆の手紙で集英社新人漫画賞への応募を勧められたという。
1968年1月、『りんごの罪』が『週刊マーガレット』の新人賞に佳作入選して掲載され、漫画家デビューする。高校2年のときに漫画家になると決意するが、両親は働かないなら大学に行くように告げ、漫画家の仕事が不安定なことにも不安を示した。

### デビュー - 大学進学
1968年4月、親からの説得と、ぎりぎりまで迷ったが漫画だけの人間になりたくないと、徳島大学教育学部（現・総合科学部）美術科に入学した。漫画家デビューをめざしていたため受験勉強はほとんどしていなかったが、漫画制作で培われた計画性を生かして、得意な文章記述が多い倫理社会で得点し、苦手な数学や物理学を懸命に勉強して合格した。大学では学業と平行して『COM』等への投稿を続ける。
1969年、東京に行った際に、手塚治虫のアシスタントをしていた友人の投稿作品を臨時で手伝うが、そのとき偶然に初めて会った手塚に誘われ、映画『王女メディア』を友人と共に見る。『COM』の縁もあり、手塚治虫から『週刊少女コミック』の編集者、山本順也を紹介される。学生運動に参加して考えるため1年間漫画を描くのを休み、その間の対話と模索で運動ではなく漫画で革命を起こそうと決意する。漫画再開後に、徳島まで出向いてきた山本に「何か新しいことがしたい」と言い、『週刊少女コミック』で描くように勧められる。徳島県にいて小学館以外に講談社、集英社の各社の依頼を全て受けてしまい、オーバーワークでパンクする。状態を知った山本編集長に整理のため上京するよう言われ従い、神保町の旅館で3社と合同しての話し合いで小学館の仕事を選択した。看板漫画家として、講談社には里中満智子、集英社には西谷祥子がいたため、新興の小学館であればどうにかなるだろうと考え小学館を選んだ。人生初の「缶詰」状態で、どうにか描き終えた。これがきっかけで、徳島市では漫画家の活動は無理だと感じ、東京行きを決意する。料理もできない娘の一人暮らしに母は当初反対したが、父は最後は理解を示し、東京へ向かう列車内で握手をして見送った。

### 上京 - 大泉サロン
1970年、『週刊少女コミック』に『森の子トール』の連載を始め、5月に大学を中退して東京に転居する。小学館が斡旋した、都内練馬区の大家自宅の離れの上下に各1室の快適な部屋に住み、作業する。条件依頼して石ノ森がネーム作業する定席がある喫茶店「ラタン」から10分の近辺だった。2カ月間で孤独で、買い物かごを持ち偶然のふりをして喫茶「ラタン」に行き、石ノ森の顔を見て少し話して、孤独を紛らわせていた。新人なので、半年間くらいは仕事を入れておきたくて、テレビ番組や企業宣伝用のタイアップ企画を多く受け、ほかにも挿絵イラストの仕事も多く引き受け職人的な自信を持った。
後に共同生活を始める漫画家萩尾望都との最初の出会いは同1970年春。講談社別館で缶詰になって描いていた『アストロツイン』の完成直前、寄っていた萩尾を編集者から紹介され、臨時のアシスタントとして同作の仕上げを手伝ってもらった。萩尾は、原稿を見せに上京していた折だった。同じ漫画家である萩尾とはたちまち意気投合。萩尾は、同世代の文通相手で音楽を学んでいた増山法恵の家に泊まっており、紹介されて竹宮も増山と親しくなった。やがて増山は、自宅向かいの長屋に空きが出たと、竹宮と萩尾の共同生活を提案してきた。その導きで練馬区南大泉の増山宅の斜め向かいの共同アパートで同居を始める。増山ら友人達から様々な文化的知識を吸収した。増山家で食事をいただき風呂まで入ることも多かった。萩尾は規則正しい生活を続けたが、竹宮は進めば朝まで続ける変則生活となる。そこに増山がサロン化を計画して、2人にファンレターを送ってきた者の中から選んで同年代の女性の少女漫画家たちに声をかけた。出入りしていた顔ぶれは、漫画家では山田ミネコ、ささやななえこのほか、ファンでは後にデビューした坂田靖子（当時は高校生）らがいた。拠点となった時の大泉のアパートは「大泉サロン」と呼ばれるようになり、集まったメンバーは後に「24年組」と呼ばれた。竹宮は「トキワ荘の女性版」だったと回想している。
1972年、竹宮は萩尾、増山、そして山岸凉子の4人で45日間のヨーロッパ旅行に出掛ける。ソビエト連邦のハバロフスク経由モスクワ回りでパリ周回で行き、竹宮始め、24年組がヨーロッパを舞台にした漫画を描く原動力になった。石畳の構造、建物の門や窓の厚み、樹の葉の大きさが違い、枯葉もきれいなもので、バラの花びらの厚みまで違い、写真を撮って目に焼き付けた。各地の本屋で大量の買える限りの資料の画集や写真集を購入し、船便で日本に送った。訪問先はソ連、フランスのほかデンマーク、ベルギーなどで、この時の見聞は後に『風と木の詩』などに生かされた。
大泉では楽しかったが、同居する萩尾望都の才能と比べて焦る気持ちから大泉サロンは解散となった。竹宮は、主に漫画を読んで育った自分は映画鑑賞や読書の量が足りず、映像的な表現ができる萩尾との差に悶々としていたことを回想している。また、自伝『少年の名はジルベール』では「自分が最も描きたいのは少年愛であり、そのためだけに作ってしまっている。萩尾望都との違いは、それを腐女子以外の読者にも共感できるドラマや世界観の中に、必然性があるものとして吸収できているかどうか。その差が担当編集者の評価となって表れている」と、その当時を自己分析している。
車酔い、体重減少といったスランプの症状は1972年頃から出ており、絵柄にも影響を与えていた。欧州旅行も、状況を打破したいとの思いがあった。

### 大泉サロンの解散
長屋の契約更新時期を機に「大泉サロン」解散を決意。同居の萩尾と、触れる情報や交友関係などの経験が重なり、ファンが『ポーの一族』を竹宮作品と勘違いするなど作風が似てしまったことなどから別居した方がよいと考えた。それだけ竹宮の悩みは深いものだった。
その後、都内杉並区下井草の2DKの6畳2室の広いマンションで増山と同居する。この頃の増山は、竹宮のスケジュール管理や食事の世話、担当との打ち合わせに同席するなど、マネージャー的立場で竹宮をサポートしていたが、一方で竹宮のブレーン的立場でもあった。竹宮は自身の作品に『監修』などの肩書付きクレジットで掲載したいと増山に提案したが、「ストーリーも絵もできるのが一人前の漫画家」と考えていた増山は頑として拒んだという。
竹宮は著作の中で「漫画家が他者のアイデアを借りた場合、原案・原作・構成・監修など仕事内容に応じたクレジット名を作品に入れることがあり、提供された情報量によって扱いが異なるのが普通だ。口頭でのアイデア出しから完全な漫画原作まで関わり方も様々だが、増山の作品への関わり方も、その都度違っていて、多くが構成上のアイデア出しであり、口述形式で行われた。その中でも増山が長い間、作りためた『変奏曲』だけは彼女の完全な漫画原作だった」と述べている。
ちなみに『風と木の詩』は、竹宮が『ダフニスとクロエ』のポスターからインスピレーションを得て制作した作品である。自伝『少年の名はジルベール』によると、竹宮は相づちを打ちながら関心を持って聴いてくれる増山と電話で話すうちに、次々と場面や設定ができあがっていくドライブ感を体験したという。
萩尾は大泉サロン解散後も、竹宮と増山の住むマンションの近隣に住んでいて頻繁に出入りしていたが、ある日、ふたりから呼び出され、「あなたが描いた『小鳥の巣』は発表前の『風と木の詩』の設定と似ている。盗作したのではないか」と疑惑を投げかけられる。後日、竹宮は「あのことは忘れて欲しい」と萩尾に和解を持ちかけたが、同時に「マンションに来られては困る。そこに置いてある資料も読んで欲しくない。節度を持って距離を置きたい」という内容の手紙を置いて行く。
漫画ジャーナリストの加山竜司は「竹宮はいずれ世に出す『風と木の詩』のために集めた資料やアイデアを、同居している萩尾に先に消費されたくなかったのだろう。後出しになったら読者からは、竹宮の方が二番煎じのように思われてしまう。モチーフ（映画『寄宿舎～悲しみの天使～』）が同じだからといって盗作とは言えない。しかし、悲願の『風と木の詩』にかぎっては、そのようなケチを付けられることなく万全な状態で世に出したい。竹宮は、そう考えたのではないだろうか。あの手紙の中の『距離を置きたい』というのは『絶縁宣言』ではなく『アイデアのソース共有を避けたい／分けたい』という意味だったのだろう。そういう意図を若い竹宮が『盗作』という誤解を招く表現で、萩尾に伝えてしまったのは不幸としか言い様がない」と『週刊文春エンタ！』で分析している。
萩尾は後にこの一件で「心因性の視覚障害を煩った」と『一度きりの大泉の話』に記しているが、診断書などの物的証拠はない。また、萩尾は「目を痛めたので竹宮先生の作品を全く読んでいない」とも記しているが、こちらも「再び盗作疑惑をかけられないようにするための予防線ではないか」と加山は述べている。
その後、竹宮は思うように作品が描けない重症のスランプに3年間ほど陥る。そのために自律神経失調症を患ったと述べている。当時の体重は42kg。しかし、この状態を克服するためにいったん休むと発表の機会がなくなると考え、休養ではなく、週刊誌連載が一時空くと、月刊誌2ヶ月3作読み切りのペースで描き、継続して漫画を描くという手段を選んで執筆を続け、精神を持ちこたえる。

### 小学館漫画賞を受賞
稲垣足穂などを研究して「耽美的なものが受ける」とも思っていた。当時の少女漫画は男女間の恋愛だけ描くよう求められており、『風と木の詩』のアイデアを50ページ描いたクロッキー帳を編集者たちに見せても否定的な反応だった。『週刊少女コミック』の新担当者から好きなテーマの作品を書くには、読者アンケートでトップを取ることだとアドバイスされ、1974年には『ファラオの墓』を描いてヒットさせ、アンケートで最高時は2位になる。スランプはいつの間にか消えていたという。この作品で、戦闘シーンなど知識が不足する部分は、編集者を通じて社費で脚本家などにアドバイスやアイデアをもらう「ブレーン手法」を知り活用する。単行本第1巻発売の時に、初のサイン会をデパート屋上で開催し、自分がやることになるとは思っていず戸惑う。増山から普通の服はダメだとパーティドレスを推奨され抵抗するが、妥協してメアリー・ポピンズ風ドレスと帽子姿となった。3,000人が集まり、以後のサイン会もレースとフリルのドレスが通例となってしまう。
『ファラオの墓』のヒットで『週刊少女コミック』の企画会議に通り、7年間にわたる念願の構想を実現して、1976年に『風と木の詩』の連載を開始。漫画家を辞めることも覚悟して挑んだ『風と木の詩』はファンから好評で、寺山修司や鶴見俊輔といった文化人や鶴見から紹介された心理学者の河合隼雄らが高く評価したこともあり、ジャンルとして定着する転機となった。これを、今までの少女漫画のレベルを超えた小さな革命と自負し、少年の同性愛を耽美的に描き、漫画界に衝撃を与えた。しかし当初は「BL（ボーイズラブ）の元祖」と称されるのを嫌っていたが、BL作家が増えBLが大きなジャンルとして成功するに従い「BLの元祖」としての位置を受け入れるようになった。
1977年、『月刊マンガ少年』にて『地球へ…』の連載を開始。SFや少年漫画を描きたいという思いは以前からあった。同年に萩尾望都も、少年誌に同様に連載していたが、少女漫画家が少年漫画誌で連載を持つことは当時としては画期的であった。翌1978年、『地球へ…』は第9回星雲賞コミック部門を受賞した。
1979年、初の自宅を建てる。1988年には神奈川県鎌倉市に転居する。
1980年、『風と木の詩』『地球へ…』で、第25回小学館漫画賞を受賞。同年、『地球へ…』が東映によってアニメ映画化された。この映画のキャンペーンの時から、マネジメントの必要性から妹がマネージャーとなる。
『扉はひらく いつまでも』に収録の「竹宮惠子略年譜」によれば1980年に戸籍名の「惠子」へ改名したとある。なお、1980年代に「竹宮恵子」から「竹宮惠子」へ改名したが、その時期については特定されていない。
1982年、両性体の架空の国の王子を主人公とする初のファンタジー漫画『イズァローン伝説』の連載を開始するが、途中で読者の価値観がリアル重視になりつつある、絵柄やこれまでの作品も含めて距離があると感じ始めた。1987年に編集者の示唆もあり終了する。19世紀末欧州が舞台の『風と木の詩』も、編集者から「どこで終わりますか」と尋ねられて、世間との差から「終わるべきなんだな」と感じた（1984年連載終了）。現実にどう生きてゆくかが大事な時代だと、『>5:00（アフターファイブ）REVOLUTION』をチェッカーズのデビューまでをヒントに青春物を描く。ただし、年来のファンには受けなかった。
1980年代半ば、増山法恵は20歳から15年間務めていた竹宮惠子プロダクションのプロデューサー兼ディレクターを辞めて独立した。

### 京都精華大学教員
1990年代には古典や歴史の書下ろし作品に取り組み、1994年から1996年にかけて漫画版『吾妻鏡』を描き、史料を調べて製作する手法を知る。1993年モンゴルへの乗馬ツアーで乗馬が趣味になっていた。「乗馬できて馬が描ける」漫画家の条件に合い、1997年、エルメスのフランス本社のジャン・ルイ・デュマ社長から依頼され、鞍職人の鞍作りから始まりブランド品とともに今も作り続けているエルメスの社史を漫画にした『エルメスの道』を発表。報酬目当てでなく、真摯な取材で描き上げたが、「読みたいのは物語で社史ではない」と作品とは認めないファンもいた。
本作が2000年4月開設予定の京都精華大学マンガ学科長就任予定だった牧野圭一に評価されたことがきっかけとなり、2000年に京都精華大学マンガ学科の教授に就任し、漫画家として日本初の大学の専任教員となった。牧野は、『エルメスの道』が敢えて個性を殺して描いていることに着目し、教員もできるだろうと打診してきた。『天馬の血族』連載を2000年初めに終わらせようと思っていたこと、細かい漫画の右上から始まり左下へ流れる読み方などのルールやペンの使い方も知らない若者や、言葉の表現すら注意しない漫画に誇りを持てない編集者などの新世代たちに、教えたいという思いがあった。教員同時就任に山本順也がいて、「腐れ縁ですね」と思わず言う。同年に夏休み中に連載をいったん引き受けたが、教えることと内面でぶつかり、描けずに撤回する。それ以来大学教員時代は漫画を描けていないが、代わりに京都と東京で毎年個展を開催してファンと交流している。
2001年から「原画'（ダッシュ）」プロジェクトが開始された。個展での準備でパソコンから印刷して原画に似たものができたことをきっかけに、発案する。原画は漫画家の下書きの線や編集者の印刷所への指示メモなど時代の歴史が残る。しかし、過去には紙の質も印刷も悪く劣化していき原型が残らない恐れがある。この、原画を保存するための保護と、広く見てもらうことを目的にした、精巧な複製原画である「原画´（ダッシュ）」の制作研究を漫画家の了解を得て精華大学と共同して行う。
2006年、京都精華大学マンガ学科はマンガ学部に昇格した。
2007年、『地球へ…』が発表から30年の時を経て、より原作に近い絵柄でテレビアニメ化された。
2008年、京都精華大学マンガ学部の学部長に就任。鎌倉市の自宅から新幹線で大学に通い、週の半分は京都にいる多忙な生活を送っていた。講義では、学生の作画のコマ割り、吹き出し入りのレイアウトを見て、アドバイスする実技や、「脚本概論」では経験から、脚本術を形式化だと無視して後で苦しむことになるので、脚本の蓄積されてきた手法を学ぶ大切さを教え、目に見えない感情や思いを表し伝える「芸術印象点」を高めるよう強調し、特色を出していた。石ノ森章太郎の『マンガ日本経済入門』に学び、実用的な機能漫画も教えた。
2010年、東京都青少年健全育成条例の漫画表現規制改正案に憂慮し、ちばてつや、永井豪、里中満智子らと反対を表明し、「非実在青少年」の文言を撤回させる（改正自体は12月に成立）。
2013年11月、京都精華大学の次期学長に選出された。2014年4月就任し学長時代の2017年にはデジタル化に対応する「新世代マンガコース」を新設した。4年間の任期後に2018年3月末で1期務めて退任した。
鎌倉市に転居後、両親と同居していたが、その没後に妹夫婦と同居する。2011年東日本大震災に遭い、東京一極集中に疑問を覚えて、鎌倉市在住25年目に、2013年妹夫婦と一緒に福岡県へ移住し、続けて同居生活を送る。
2013年 - 2019年は政府知的財産戦略本部の有識者本部員、2015年 - 2017年は文部科学省中央教育審議会委員を務めた。
2014年11月、秋の紫綬褒章を受章。
2016年、BBCニュースのインタビューを受け「国連が批判する日本の漫画の性表現に「風と木の詩」が扉を開けた」（英語版タイトルは"The godmother of manga sex in Japan"）という記事が掲載される。
2018年4月、京都精華大学の大学院マンガ研究科長・全学研究機構国際マンガ研究センター長に就任。
2019年3月、画業50周年を記念した巡回展「竹宮惠子 カレイドスコープ 50th Anniversary」を開催。
2020年3月31日、京都精華大学を定年退職。4月、京都精華大学名誉教授称号を授与される。

## 年譜
- 1950年：2月13日、徳島県徳島市に生まれる[100]。
- 1956年：徳島市立助任小学校に入学[101]。
- 1958-59年：この頃に板野郡北島町に転居し、北島町立北島小学校に転校する[101]。
- 1962年：北島町立北島中学校に入学[13]。
- 1965年：徳島県立城東高等学校に入学[28]。
- 1967年：『ここのつの友情』で『COM』月例新人賞に佳作入選。
- 1968年：1月、『りんごの罪』が『週刊マーガレット』の新人賞に佳作入選し、初めて掲載される。「かぎっこ集団」で『COM』月例新人賞受賞。4月、徳島大学教育学部（現・鳴門教育大学）美術科に入学[102]。
- 1970年：5月、徳島大学を中退し、上京。10月、萩尾望都と同居。
- 1978年：『地球へ…』が第9回星雲賞コミック部門受賞。
- 1980年：『風と木の詩』『地球へ…』で、第25回小学館漫画賞を受賞。『地球へ…』がアニメ映画化。
- 1988年：角川書店より『竹宮惠子全集』（全44巻）を刊行。
- 2000年：京都精華大学マンガ学科の教授に就任。
- 2007年：『地球へ…』がテレビアニメ化。
- 2008年：京都精華大学マンガ学部の学部長に就任（〜2012年）。
- 2009年：手塚治虫文化賞選考委員に。
- 2012年：全作品と活動に対して、第41回日本漫画家協会賞の文部科学大臣賞を受賞。
- 2014年：京都精華大学学長に就任（任期は2014年4月1日から4年間）。
- 2014年：11月、秋の紫綬褒章を受章。
- 2015年：2月、第8期中央教育審議会委員に就任（〜2017年）。
- 2018年：4月、京都精華大学大学院マンガ研究科長・全学研究機構国際マンガ研究センター長。
- 2019年：3月、画業50周年を記念した巡回展「竹宮惠子 カレイドスコープ 50th Anniversary」を開催[97][98]。
- 2020年：3月に京都精華大学を定年退職、4月に京都精華大学名誉教授。

## 著作

### 漫画
- 1967年
  - ここのつの友情（『COM』7月号）
  - 弟（『COM』12月号）
- 1968年
  - リンゴの罪（『週刊マーガレット正月号増刊』）
  - かぎッ子集団（『COM』7月号）
- 1969年
  - ゆびきり（『なかよし』1月号増刊）
  - ルナの太陽（『なかよし』3月号）
  - スーパーお嬢さん!（『ファニー』5 - 10月号）
  - カップリングoh!（『ファニー』11月14日号）
  - ギターと三味線（『ファニー』11月28日・12月12日・12月26日号）
- 1970年
  - ラブバック（『なかよし』1月号）
  - 人形おじさん（『なかよし』1月号増刊）
  - あなたの好きな花（『ファニー』1月9日/23日合併号・2月13日・2月27日・3月13日・3月27日・4月10日・4月24日・5月8日/22日合併号）
  - 白い水車小屋（『小説ジュニア』2月号）
  - 女優入門（『週刊少女コミック』4号）
  - アストロ ツイン（『なかよし』4 - 6月号）
  - ある愛（『小説ジュニア』4月号増刊）
  - 森の子トール（『週刊少女コミック』3 - 7号）
  - ハートあげます（『別冊ファニー』7月号）
  - Go!Stop!物語（『週刊少女コミック』15 - 20号）
  - 魔女はホットなお年頃（『週刊少女コミック』24 - 37号、1971年1 - 10号）
  - サンルームにて（『別冊少女コミック』12月号、原題『雪と星と天使と…』）
- 1971年
  - タムタム&ベベ（『週刊少女コミック』お正月増刊号）
  - 雪の日に…（『週刊少女コミック』5号）
  - 空がすき!
    - 第1部（『週刊少女コミック』12 - 21号）
    - 第2部（『週刊少女コミック』1972年32 - 41号）

  - おヤエさん（『週刊少女コミック』春の増刊号、原題は『女中ッ子』）
  - ヒップに乾杯!（『別冊少女コミック』5月号）
  - ここのつの友情（『週刊少女コミック』30号）
  - トゥ・リップルくん（『週刊少女コミック』夏の増刊号）
  - ナイーダ（『週刊少女コミック』37号）
  - ガラスの迷路（『週刊少女コミック』41号）
  - 星くずたちの夢（『週刊少女コミック』冬の増刊号）
- 1972年
  - 暖炉（別冊少女コミックお正月増刊『フラワーコミック』）
  - まるで春のように!（『週刊少女コミック』5号）
  - ロベルティーノ!（『別冊少女コミック』3月号、原題『愛の調べにのせて〜ロベルティーノ!〜』）
  - もうっ、きらい!（『週刊少女コミック』17号）
  - リカちゃん（『幼稚園』3月号 - 1973年3月号）
  - ほほえむ少年（別冊少女コミック8月号増刊『フラワーコミック』）
  - ちいさい秋みつけた（別冊少女コミック10月号増刊『ちゃお』）
  - ホットミルクはいかが?（『週刊少女コミック』52号）
- 1973年
  - 春よ恋!（別冊少女コミック1月号増刊『ちゃお』）
  - まほうつかいの弟子（『週刊少女コミック』6号）
  - ウェディング・ライセンス-結婚許可証-（『週刊少女コミック』14 - 33号）
  - ガラス屋通りで（別冊少女コミック5月号増刊『ちゃお』）
  - 20の昼と夜（『別冊少女コミック』8月号）
  - ブラボー!ラ・ネッシー（『週刊少女コミック』41号）
  - ロンド・カプリチオーソ-氷の旋律-（『週刊少女コミック』44 - 52号、1974年1 - 13号）
- 1974年
  - 七階からの手紙（『週刊少女コミック』16号）
  - ジョージの日曜日（『週刊少女コミック』27号）
  - Qの字塔（『花とゆめ』6号）
  - つばめの季節（『花とゆめ』8月号）
  - スター!（『週刊少女コミック』夏の増刊号）
  - ヴィレンツ物語（『花とゆめ』9月号）
  - ファラオの墓（『週刊少女コミック』38 - 52号、1975年1 - 40・42 - 52号、1976年1 - 8号）
  - 落葉の記（『空がすき!1巻』に描き下ろし）
- 1975年
  - ジルベスターの星から（『別冊少女コミック』3月号）
  - 真夏の夜の夢（『別冊少女コミック』5月号）
  - 扉はひらくいくたびも（『別冊少女コミック』7月号）
  - 漫画狂の詩 楳図かずお伝（『週刊少年サンデー』8月5日号増刊）
  - 椿（カメリア）館の三悪人（『別冊少女コミック』9月号）
  - 夏への扉（『花とゆめ』19・20号）
  - NOEL!-ノエル（『別冊少女コミック』11・12月号）
- 1976年
  - ミスターの小鳥（別冊少女コミック1月号増刊『ちゃお』）
  - ウィーン協奏曲（コンチェルト）（『りぼんデラックス』冬の号）
  - 風と木の詩（『週刊少女コミック』10 - 42・46 - 52号、1977年1 - 6・12 - 31・33 - 37・41 - 52号、1978年1 - 12・14・15 - 20・33 - 43号、1979年1 - 2・4 - 5・15 - 17号、1980年14 - 21号、『プチフラワー』1981年冬の号・春の号・初夏の号・夏の号・秋の号、1982年1 - 3・7月号 - 1983年9月号、1984年1 - 6月号）
    - 幸福の鳩（1991年 『海の天使』に描き下ろし）

  - 『変奏曲』シリーズ
    - ヴィレンツ物語（『花とゆめ』1974年9月号）
    - 変奏曲 エドアルド･ソルティーを記述する試み（『別冊少女コミック』3 - 5月号）
    - アンダルシア恋歌（マドリガル）（『月刊プリンセス』8・9月号）
    - 皇帝円舞曲（『週刊少女コミック』1977年8・9号）
    - VARIATION 変奏曲外伝（『COMIC JUN』1978年創刊号）
    - 変奏曲-ニーノ・アレクシスその旅路-（1979年『Passe Compose』に描き下ろし）
    - 変奏曲番外編 カノン（ペーパームーン別冊『グレープフルーツ』1981年創刊号）
    - 変奏曲番外編 カノン part.2-ニーノ・アレクシスその旅路-（『グレープフルーツ』1981年2号）
    - カノン（『グレープフルーツ』1982年7・8号、1985年20・24号）

  - 会話 コミュニケーション（『LaLa』9月号）
    - 会話 PART.2（1990年『竹宮恵子全集24』に描き下ろし）

  - アンドレア（『別冊少女コミック』10月号）
- 1977年
  - 地球へ…（『月刊マンガ少年』〈第1部〉1 - 4月号〈第2部〉11・12月号、1978年1 - 4月号〈第3部〉1978年11・12月号、1979年1 - 3・5 - 7月号〈第4部〉1979年8 - 12月号、1980年1 - 5月号）
  - パリ・ジュヌヴィエーブ通り人形館（『リリカ』3号）
  - ランボーとヴェルレーヌのように（『JOTOMO』4月号）
  - 皇帝円舞曲（『週刊少女コミック』8・9号）
  - 薔薇色荘午後のお茶会（『リリカ』6号）
  - 銀色の五月雨の庭（『リリカ』8号）
  - 心の扉をあけて（『リリカ』10号）
  - 夢みるマーズポート（『SFファンタジア地上編』）
  - 姫くずし
    - 姫くずし（『ビッグコミックオリジナル増刊』）
    - 新橋の5分間 姫くずし PART.2（『JUNE』1979年8月号）
    - 通りすがりに殺したい（『LaLa』1983年6月号）
    - ごめんね今夜は（『週刊少女コミック』1981年8号）
    - ザ・Shy-ing-限りなく孤独に-（1984年『LaLa』8月号）
    - ザ・Shy-ing2（1984年『LaLa』9月号）
    - ウィーク・ポイント（『LaLa』1985年8・9月号）
    - behind（『LaLa』1986年8・9月号）
    - Set Me Free（『LaLa』1987年2・3月号）
- 1978年
  - 集まる日,（『別冊少女コミック』1月号）
  - アウフ・ヴィーダーゼーエン（『LaLa』5 - 7月号）
  - アルファルファくん奮闘す（『週刊少女コミック』24号）
  - 砂時計-三つのSF世界-（週刊少女コミック6月30日号増刊『フラワーコミック』）
    - オルフェの遺言
    - 西暦2763年の童話
    - 夜は沈黙のとき
- 1979年
  - いとこ同士（『週刊少女コミック』3号）
  - 告白（『LaLa』10・11月号）
  - そばかすの少年（『別冊少女コミック』11月号 - 1980年4月号）
- 1980年
  - 決闘2108年（『週刊少年マガジン』39号、原作：光瀬龍）
  - 遙かなり夢のかなた（『プチフラワー』秋の号）
  - アンドロメダ・ストーリーズ（『月刊マンガ少年』11月号 - 1981年5月号、『デュオ』創刊号・10月号 - 1982年11月号、原作：光瀬龍）
  - ノルディスカ奏鳴曲（ソナタ）（『LaLa』12月号）
- 1981年
  - 私を月まで連れてって!（1981年 - 1986年『ビッグコミックフォアレディ』『プチフラワー』）
    - 地球（テラ）フォーミング（『毎日新聞』2001年1月11日夕刊）
- 1982年
  - イズァローン伝説（『週刊少女コミック』5 - 13・16 - 24号、1983年1・6 - 18号、1984年2 - 10・17 - 23号、1985年1 - 3・8 - 19・22 - 24号、1986年1 - 6・8 - 14・17 - 24号、1987年5 - 20号）
  - 黄昏の維納（『マンガ宝島』）
  - ワン・ノート・サンバ（『ぶ〜け』5月号）
- 1983年
  - 雪国（『綺譚』第5号）
  - 夢狩人（『別冊少女コミック』8月号）
  - エメレンティア（『ぶ〜け』9月号）
  - L・O・V・I・N・G（『週刊セブンティーン』45 - 52号）
- 1984年
  - MIRAGE-空には天使-（『ぶ〜け』5月号）
  - エデン2185（『プチフラワー』11月号）
- 1985年
  - 殺意の底（『プチフラワー』1月号）
  - エデンの国境（『プチフラワー』3月号）
  - ふる星のごとくに（『プチフラワー』4月号）
  - 宇宙（うみ）に永遠（『プチフラワー』5月号）
  - Something Coming（『ASUKA』創刊号）
  - MIRAGE（『ぶ〜け』10月号）
  - >5:00（アフターファイブ）REVOLUTION（『ASUKA』1985年12月号、1986年1 - 7・10 - 12月号、1988年1 - 4月号）
- 1986年
  - ヴァージン・ラビット（『コミックバーガー』1・3号、1987年2・4・6・8号、『毎日グラフ別冊 活人』1985年1号）
- 1988年
  - 真夜中のエンジェル・ベイビー（『ASUKA』5・6月号）
  - 誰にもやらない（『LaLa』6・7月号）
  - スパニッシュ・ハーレム（『ASUKA』8 - 12月号、1989年1 - 5・7 - 12月号、1990年1・2・4 - 11月号）
  - そして、集まる日。（『竹宮恵子全集8』に描き下ろし）
- 1989年
  - ギイチくんとヨシコさん（『Hanako』No.35）
  - 嘘つきな真珠たち（『プチフラワー』3月号 - 9月号）
- 1990年
  - 僕だけが知っている
    - 僕だけが知っている〈序〉（『ASUKA増刊号フレッシュ・ファンタジー』）
    - 僕だけが知っている（『ASUKA増刊号ファンタジーDX』1991年）

  - 疾風のまつりごと（『プチフラワー』1990年7・9月号 - 1993年1月号）
- 1991年
  - 天馬の血族（『ASUKA』1 - 7・9 - 12月号、1992年1 - 4・6 - 12月号、1993年1・4 - 11月号、1994年1 - 4・6 - 9・11・12月号、1995年1・2・4 - 7・9 - 12月号、1996年2 - 5・8 - 12月号、1997年1・3・4・6 - 12月号、1998年1 - 10月号、1999年1 - 12月号、2000年1・2月号）
    - 天空を見たことがある（1996年『ASUKA』7月号）

  - 四神聖獣（『アリスブック1』に描き下ろし）
- 1992年
  - りんたろうパニック!（『小学一年生』4月号 - 1993年3月号、『小学二年生』1993年4月号 - 1994年3月号、『小学1年生』1993年入学準備号 - 9・11月号 - 1994年2月号）
- 1994年
  - 紅にほふ（『月刊ビッグゴールド』11月号 - 1995年10月号）
- 1998年
  - 平家落人伝説 まぼろしの旗（『月刊ビッグゴールド』5 - 10月号）
  - 平安情瑠璃物語（『プチフラワー』1998年11月号 - 1999年5月号）
- 2000年
  - ブライトの憂鬱（『月刊メロディ』2000年10月号 - 2004年10・11月号）
  - 回帰（『月刊メロディ』11月号）
- 2004年
  - ☆KID（スター・キッド）の不毛な冒険（『月刊フラワーズ』12月号、2005年2・4・6・8・10月号）
- 2005年
  - 時を往く馬（『月刊フラワーズ』2005年11月号 - 2006年2月号）

### 画集
- 時の少年-古い創作ノートより-（1977年 白泉社チェリッシュブック）
- ロックの絵本（1978年 白泉社チェリッシュブック・ピュア版）
- 竹宮恵子 自薦複製原画集（1978年 白泉社チャリッシュギャラリー豪華版）
  - 音楽は心の言葉、絵は…（1981年 白泉社チャリッシュギャラリー軽装版）
  - 少年のいる情景（1983年 白泉社チャリッシュギャラリー軽装版）
- Passe' Compose' -過去完了形-（1979年 駸々堂書店）
- 竹宮恵子（1980年 トップ・レディ・カラー・シリーズ：朝日ソノラマ）
- 鏡の国の少年たち（1980年 ペーパームーン叢書：新書館）
- 竹宮恵子 扉絵コレクション 図録 Keikoの軌跡（1980年 白泉社）
- エメレンティア（1984年 白泉社チェリッシュ絵本館5）
- LE POEME DU VENT ET DES ARBRES 風と木の詩（1985年 小学館）
- 銀河少年 美少年幻視（新書館 1987年）
- 海の天使 CHERUBIN DE LA MER（1991年 角川書店）
- 耽美イラスト美術館（1995年 JUNE全集12：マガジン・マガジン）
- 少年の詩 風と木の詩」厳選複製原画集（2016年 宝島社）
- 竹宮惠子「風と木の詩」豪華画集（2018年 復刊ドットコム）

### エッセイ
- ハンガリアン狂詩曲（1984年『別冊LaLa』11月号）
- あしたのK子ちゃん（1992年『JUNE』65 - 67・69・70・72 - 79・81 - 84号、『小説JUNE』77 - 86・89・91・93・95・101・103・105・107・109・111・113・115・117・119号）
- K子ちゃんの教授生活!?（2000年『プチフラワー』7月号 - 2002年5月号、『月刊flowers』2002年6月号 - 2004年6月号）

### その他
- 千夜一夜物語（1977年『寺山修司の千夜一夜 アラビアンナイト展』に描き下ろし）
- パリ・ジュヌビェーブ通り人形館（1977年『リリカ』3号）
- 薔薇色荘午後のお茶会（1977年『リリカ』6号）
- 銀色の五月・雨の庭（1977年『リリカ』8号）
- 『クラッシャージョウ』（1983年、松竹富士系）※劇場版アニメ映画。スペシャル・デザイン
- SHONENTAI（1986年 少年隊ミニアルバム『WONDERLAND』に描き下ろし）
- 『吾妻鏡 マンガ日本の古典』（全3巻、1994-96年 中央公論社、ワイド版2021年／中公文庫、2000年）
- 『エルメスの道』（1997年 中央公論社、増補版2021年3月／中公文庫、2000年）
- 『竹宮惠子のマンガ教室』（2001年 筑摩書房）
- 『マンガの脚本概論 京都精華大学の本』（2010年 角川学芸出版）
- 『竹と樹のマンガ文化論』（2014年12月 小学館新書）※内田樹との共著
- 『少年の名はジルベール』（2016年1月、小学館／小学館文庫、2019年） ※ 大泉サロンを中心にした自伝
- 『竹宮惠子 カレイドスコープ』（2016年9月、新潮社・とんぼの本） ガイドブック
- 『竹宮惠子 スタイル破りのマンガ術』（2019年5月、玄光社・プロのマンガテクニック）
- 『扉はひらく　いくたびも - 時代の証言者』（2021年3月、中央公論新社）聞き手 - 知野恵子
- 『マンガノミカタ』（2021年10月、樹村房）こうの史代・吉村和真との共著

### 挿画
- アーシュラ・K・ル＝グウィン
  - 『辺境の惑星』（1978年 サンリオSF文庫）
  - 『ロカノンの世界』（1980年 サンリオSF文庫）
  - 『幻影の都』（1981年 サンリオSF文庫）
  - 『天のろくろ』（1984年 サンリオSF文庫）
- さだまさし『さだまさしイラスト詩集 やさしさの風景』（1978年 白泉社チェリッシュブック・ピュア版）
- 栗本薫（中島梓）
  - 『真夜中の天使』上下巻（1979年 文藝春秋）
  - 『翼あるもの』上下巻（1981年 文藝春秋）
  - 『美少年学入門』（1984年 新書館）
- 新井素子
  - 『星へ行く船』（1980年、高一コース）
  - 「星へ行く船」シリーズ全8巻（1981年 - 1992年、コバルト文庫、カバー絵）
- ジョージ・マクドナルド
  - 『お姫さまとゴブリンの物語』（1985年 岩波少年文庫）
  - 『カーディとお姫さまの物語』（1986年 岩波少年文庫）
- 辻真先『知床岬に夏は死ぬ』（1990年 C★NOVELS）
- のりす・はーぜ
  - 『神の子羊』全3巻（1992年・1993年・1994年 光風社出版）
  - 『永遠の少年』（1994年 角川ルビー文庫）
- トマス・バーネット・スワン
  - 『ミノタウロスの森』（1992年 ハヤカワ文庫）
  - 『幻獣の森』（1994年 ハヤカワ文庫）
- 勝谷誠彦『いつか旅するひとへ』（2001年 講談社文庫）

## メディア・ミックス

### 映画
- 地球へ…：1980年、東映動画。
- 夏への扉：1981年、スーパーハリウッド（スーパーウッド）。

### テレビアニメ
- アンドロメダ・ストーリーズ：1982年、日本テレビ。
- 地球へ…：2007年、毎日放送。

### OVA
- 風と木の詩 SANCTUS-聖なるかな-：1987年、ポニー・キャニオン。

### テレビドラマ
- 魔女はホットなお年頃：1970年、ドラマのコミカライズ

## アシスタント
- 村田順子
- 花郁悠紀子
- 佐藤史生
- 原のり子
- たらさわみち
- 伊東愛子